# Каталан (лунный кратер)
Кратер Каталан (лат. Catalán) — небольшой ударный кратер у юго-западного лимба видимой стороны Луны. Название присвоено в честь испанского физика-спектроскописта Мигеля Анхела Каталана (1894—1957)  и утверждено Международным астрономическим союзом в 1970 г. 

## Описание кратера
Ближайшими соседями кратера являются кратеры Ридберг и Гутник на западе-юго-западе; кратер Графф на севере-северо-западе; кратер Бааде на востоке и кратер Андерссон на юго-западе. На северо-западе от кратера Каталан находятся горы Кордильеры, на востоке долина Бааде. Селенографические координаты центра кратера 45°42′ ю. ш. 87°22′ з. д. / 45,7° ю. ш. 87,37° з. д., диаметр 26,8 км, глубина 1,9 км.
Кратер Каталан лежит в области пород выброшенных при образовании Моря Восточного, в гористой материковой местности. Форма кратера сложная, возможно образована слиянием двух кратеров, степень разрушения умеренная. Кромка вала сглажена. Высота вала над окружающей местностью около 850 м, объем кратера составляет приблизительно 403 км3. Дно чаши пересеченное, без приметных структур, центральный пик отсутствует.

## Сателлитные кратеры

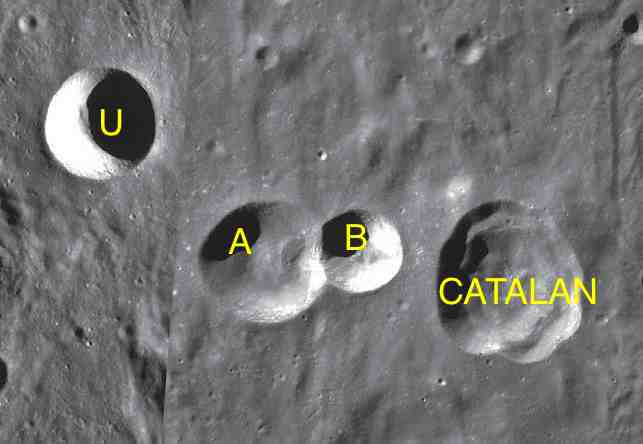
Фрагмент карты LAC-123.

| Каталан | Координаты                                            | Диаметр, км |
| ------- | ----------------------------------------------------- | ----------- |
| A       | 45°12′ ю. ш. 89°17′ з. д. / 45,2° ю. ш. 89,29° з. д.  | 21,2        |
| B       | 45°37′ ю. ш. 88°32′ з. д. / 45,61° ю. ш. 88,53° з. д. | 13,8        |
| U       | 45°01′ ю. ш. 90°40′ з. д. / 45,01° ю. ш. 90,66° з. д. | 19,3        |

## См.также
- Список кратеров на Луне
- Лунный кратер
- Морфологический каталог кратеров Луны
- Планетная номенклатура
- Селенография
- Минералогия Луны
- Геология Луны
- Поздняя тяжёлая бомбардировка